# Северная война (1655—1660)
Се́верная война́ 1655—1660 — война Швеции и её союзников против Речи Посполитой и её союзников.

## Международная ситуация и причины войны
К 1655 году Речь Посполитая оказалась крайне ослабленной восстанием Хмельницкого и начавшейся войной с Русским царством. Швеция стремилась, овладев прибалтийской территорией Речи Посполитой, утвердить своё господство на Балтике.
Успехи русских войск в кампании 1654 года вызывали острое беспокойство в Стокгольме. С занятием ими земель Великого княжества Литовского на Западной Двине Россия ставила под свой контроль территории, с которых происходило снабжение Риги, и приобретала выгодные стратегические позиции для наступления на шведскую Ливонию. В декабре 1654 года состоялось заседание шведского риксрода, где в связи с текущими событиями было принято решение, что Швеция должна вмешаться. Одновременно с целью воспрепятствования дальнейшему укреплению России члены риксрода отдавали предпочтение заключению союза с ослабленным Польско-литовским государством. По мнению шведских правящих кругов, для заключения союза король Ян Казимир должен был отказаться от притязаний на Ливонию, согласиться на шведский протекторат над Курляндией и уступки в Восточной Пруссии — это обеспечивало бы Швеции полный контроль над торговлей в Балтийском море. Однако польский король Ян Казимир оказался резким противником заключения союза со Швецией. В январе 1655 года под давлением сенаторов королю пришлось отправить в Швецию своего представителя, полномочий для заключения союза которому не было предоставлено. Наоборот, посланец выступил с требованием компенсаций Яну Казимиру за отказ от его прав на шведский трон.
В результате рассмотрения вопроса шведским риксродом было принято решение о начале войны и назначено время — весна 1655 года. Положительное влияние для такого решения оказывали вести о том, что часть магнатов Речи Посполитой ищут «защиты» у иностранных правителей. В Великом княжестве Литовском часть магнатов уже к концу 1654 года вступила в переговоры со Швецией о «протекции». В выступлениях некоторых членов риксрода проявилась готовность такую «протекцию» оказать.
События, разворачивающиеся в Восточной Европе, не могли оставить в стороне Бранденбургского курфюрста Фридриха Вильгельма I. В начале 1655 года усилилась активность разных кругов польско-литовской знати по поиску «защиты» у иностранных правителей. В 1655 году магнаты и шляхта Великой Польши обратились с просьбой о защите к бранденбургскому курфюрсту, а бранденбургский агент в Варшаве сообщал, что примас и ряд сенаторов готовы видеть курфюрста на польском троне.
Фридриха Вильгельма сильно волновала судьба герцогства Прусского, которое в результате шведской экспансии оказывалось окружённым шведскими владениями. Он разрешил шведской армии проход через его владения в Великую Польшу, но одновременно начал поиск союзников, готовых выступить против Швеции. В июле 1655 года был заключён союз с Голландией, которая обязывалась выслать свой флот в случае нападения на земли курфюрста. Одновременно курфюрст рассчитывал найти союзника в лице русского царя Алексея Михайловича.

## Начало войны

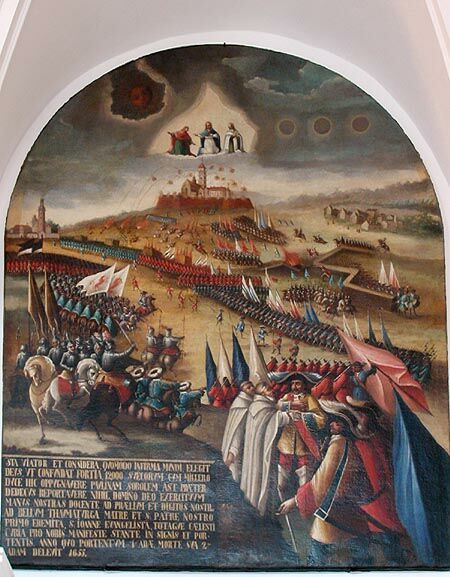
Осада Ясна Гуры шведами в 1655 году

Вторгшиеся в июле 1655 года шведские войска быстро овладели почти всей территорией польских земель с Варшавой и Краковом, а также частью Литвы. Успехи шведов определялись прежде всего капитулянтской позицией польских магнатов и части шляхты, признавших власть шведского короля Карла X Густава. Польский король Ян II Казимир бежал в Силезию. Угроза потери независимости и бесчинства оккупантов вызвали патриотический подъём польского народа. Сопротивление оккупантам в Краковском Подгорье в декабре 1655 года положило начало изгнанию захватчиков.

## Продолжение войны и расширение состава её участников
В начале 1656 года шведы были изгнаны с территории Речи Посполитой, чему способствовало заключение весной того же года перемирия России с Речью Посполитой и начало русско-шведской войны 1656—1658. Однако летом 1656 года шведы с помощью Бранденбурга вновь овладели Варшавой. Карл X выдвинул проект раздела Речи Посполитой и заручился поддержкой трансильванского князя Дьёрдя II Ракоци, войска которого вторглись в 1657 года в Польшу, но были разбиты. Также Карл заручился поддержкой украинского гетмана Богдана Хмельницкого, который послал десятитысячный корпус во главе с наказным гетманом Антоном Ждановичем на помощь шведско-трансильванским войскам. 
Речь Посполитая получила поддержку Австрии и ценой отказа от прав сюзеренитета над Восточной Пруссией добилась перехода на свою сторону Бранденбурга (Велявско-Быдгощский трактат). После вступления Дании в войну в июне 1657 года шведские войска почти полностью покинули территорию Речи Посполитой. В 1658 году Дания, потерпев поражение, вышла из войны (по Роскилльскому миру потеряла Сконе и другие территории), но в том же году вернулась, получив поддержку не только Речи Посполитой, Австрии и Бранденбурга, но и Нидерландов.

## Завершение войны
Противоречия между противниками спасли Швецию от разгрома. Речь Посполитая, стремясь вновь овладеть Левобережной Украиной, присоединённой к России в 1654 году, и Белоруссией, большая часть которой была занята русскими войсками в 1654—1655 годах, заключила со Швецией Оливский мир. Военным действиям Дании против Швеции положил конец Копенгагенский мир.

## Итоги и последствия войны
Северная война 1655—1660 годов существенно ослабила Речь Посполитую, но в 1658 году она возобновила войну против России, что вынудило последнюю пойти в 1661 году на заключение невыгодного Кардисского мирного договора со Швецией.